# 古代祐三
古代 祐三（こしろ ゆうぞう、1967年〈昭和42年〉12月12日 - ）は、日本の作曲家、編曲家、ゲームプロデューサー。主にコンピュータゲームの音楽を手がける。株式会社エインシャント代表取締役社長。株式会社JAGMO名誉会長。東京都日野市出身、日本大学櫻丘高等学校卒。
代表作に『イース』、『イースII』、『ソーサリアン』、『ドラゴンスレイヤーIV』、『ザ・スーパー忍』、『ベア・ナックル』シリーズ、『アクトレイザー』、『湾岸ミッドナイト MAXIMUM TUNE』シリーズ、『世界樹の迷宮』シリーズ、『セブンスドラゴン』シリーズ他多数。
イラストレーターの古代彩乃は実妹。

## 来歴
父が画家、母がピアニストの家庭に生まれる。3歳でピアノ、5歳でヴァイオリンを学ぶ。母が久石譲の妻にピアノを教えていた縁で1974年3月3日から久石に師事し、その下でインプロヴィゼーション（即興演奏）、ソルフェージュ（聴音）等の基礎的な音楽訓練を受ける。
もとは一人のゲームファンであったが、高校生の時、電波新聞社に『グラディウス』（コナミ）などのゲームミュージックを当時のホビー向けパソコン上で再現した自作のプログラムを持ち込んだ事で、同社出版のコンピューター誌『マイコンBASICマガジン』の音楽担当となり、ライター活動を行う。「YK-2」名義でゲームミュージックを演奏するプログラムを多数発表した他、いくつかゲームのレビューも掲載されている。また並行して、即売会での頒布を中心とした『100円ディスクシリーズ』(ONION software) 等の制作に参加した。
高校を卒業した1986年、日本ファルコムにアルバイトとして入社し、プロ作曲家としての活動を開始する。同社採用試験の際に持ち込んだ楽曲が『ザナドゥ・シナリオ2』で使用され、同作がデビュー作となる。以降、『ロマンシア』（オープニング曲）、『ドラゴンスレイヤーIV』等への楽曲提供を経て、1987年、後にファルコムの代表作となる『イース』（オリジナル版、PC-8801mkIISRシリーズ）にてほぼ全曲を担当し、音源 (YM2203) の特性を巧みに活かした斬新なサウンドが高い評価を受ける。
イースのヒットが同業者に与えた影響は極めて大きく、多数のフォロワーが出現した。イースのサウンドトラック「MUSIC FROM Ys」はキングレコード初のゲームミュージック専用レーベル「ファルコムレーベル」の第1弾になるなど、それまで一般的に馴染みの無かった「ゲームミュージック作曲家」という職種を世間的に認知させる第一人者ともなった。『ソーサリアン』では自身が開発したFM音源ドライバ「MUCOM88」を導入するなどし、メインコンポーザーとしてシステム・基本シナリオの全59曲中40曲あまりを担当した。その後、『イースII』への参加を最後に、約2年の在籍期間をもってフリーランスに転じた。
1988年、フリーになって初の発表作である『ザ・スキーム』（ボーステック）では、いち早くPC-8801用拡張音源「サウンドボードII」(YM2608) に対応し、ADPCMを積極的に利用した重厚なサウンドが話題を呼んだ（ゲームよりサウンドトラックCDの方が売れたという逸話がある）。その他に、サウンドボードII対応作品として作曲した『ミスティ・ブルー』（エニックス）等があり、サウンドトラックCDも発売され人気を集めた。
1990年4月、株式会社エインシャントを設立。代表取締役社長は実母であった。同年、発表されて間もないスーパーファミコン用ソフト『アクトレイザー』（エニックス）にて、自身初となるオーケストラ調の楽曲を発表。従来の古代が使ってきた物とは概念の異なるハードウェアに苦労しつつも、ソフトウェア/ハードウェアに対する理解とゲームのBGMを作成する際の制約を熟知する古代ならではの、当時としてはリアルな金管・木管楽器の音色を実現した。サウンドトラックのライナーノーツでゲーム評論家の山下章は、『第2回初心会』で「並び立つ強力ソフト群を押さえ、間違いなく初心会の会場を独占していた」と記述し、「『アクトレイザー』のゲーム・カートリッジの中には、間違いなくオーケストラがいる」と評している。さらに、当時スクウェアにてファイナルファンタジーIVの楽曲を制作中だった作曲家の植松伸夫がアクトレイザーの楽曲のクオリティの高さに衝撃を受け、サンプリング音色を全て録り直している。植松は後年、「『アクトレイザー』の楽曲は業界内で一つの"事件"だった」と、『ファミ通』や同誌発行元のエンターブレイン社主催のゲーム音楽コンサートのステージ上や、ネット媒体等において度々述べている（詳細エピソードについては「逸話」の節にて後述）。
1991年、メガドライブ用ゲームソフト『ベア・ナックル』（セガ）にて、当時のゲーム音楽としては珍しかったダンスミュージックを取り入れ、話題を呼んだ。これは1988年頃にロサンゼルスへ行った際、当時海外で流行していたハウス・テクノ等のダンス・ミュージックに衝撃を受け、帰国後に新宿や渋谷のレコードショップで音源を集めたり、Space Lab YELLOWなどのクラブへ赴いて研究を重ねた成果である。『ベア・ナックルIII』では自作の音源ドライバにランダムでフレーズを作成する機能を導入するという試みを行い、賛否両論を巻き起こした。
2004年には、高校時代の同級生がプロデューサーを務めるレースゲーム『湾岸ミッドナイト MAXIMUM TUNE』で、初となるアーケードゲームに進出。また、それまではインストゥルメンタルの楽曲制作が主体であったが、2005年には『NAMCO x CAPCOM』で初の歌物（「すばらしき新世界」：歌 flair）を発表。翌2006年にはコナミ社の代表的なタイトルである『悪魔城ドラキュラ』シリーズにも楽曲を提供する等、意欲的に新しい取り組みを行った。
2012年には、ゲームミュージックの演奏を目的とした日本初のプロオーケストラ集団「社団法人日本BGMフィルハーモニー管弦楽団」（現・JAGMO）の発起人・市原雄亮の要請を受け、遠藤雅伸と共に同オーケストラの代表理事に就任。現在は遠藤と共にJAGMO名誉会長を務める。
2013年には、テレビアニメ『銀河機攻隊 マジェスティックプリンス』の二期オープニングテーマを手がけるなど、ゲーム以外の仕事も始めている。

## 作品
以下は主に楽曲を提供した作品であり、全曲が古代の担当ではなく他の作曲者が担当した曲を含む作品もある。

### 日本ファルコム在籍時代の作品（1986年 - 1988年）
- 1986年
  - ザナドゥ・シナリオ2 （日本ファルコム、PC-8801mkIISR版）
  - ロマンシア （日本ファルコム、PC-8801mkIISR版） - オープニング曲のみ
  - 迷宮への扉 （電波新聞社、X1/MSX版）
- 1987年
  - お嬢様くらぶ（テクノポリスソフト、PC-8801mkIISR版）
  - イース（日本ファルコム、PC-8801mkIISR版）Fountain of Love（石川三恵子作） 以外の全曲
  - ドラゴンスレイヤーIV ドラスレファミリー （日本ファルコム、FC/MSX版）
  - スペースハリアー （電波新聞社、X68000版）- 効果音を担当
  - ダークストーム（電波新聞社、X1版）
  - ソーサリアン （日本ファルコム、PC-8801mkIISR版）石川三恵子、竹林令子、永田英哉 と共作
- 1988年
  - イースII （日本ファルコム、PC-8801mkIISR版）石川三恵子、永田英哉と共作
  - マーズ（電波新聞社、X1版）
  - イシュラル（電波新聞社、X1版） - 編曲・入力を担当

### フリーランス時代の作品（1988年 - 1990年）
- 1988年
  - ザ・スキーム（ボーステック、PC-8801mkIISR版）
  - The Return of ISHTAR（ナムコ、MSX2版）
- 1989年
  - アルガーナ（M.N.M.ソフトウェア、X1/X68000版） - X68k版は他者による編曲
  - ザ・スーパー忍（セガ、メガドライブ版） - CDとして発売された『ザ・スーパー忍 & ワークス』では、メガドライブ用にコンバートする前の、PC-8801FEによる音源を収録[9]。
  - ボスコニアン（電波新聞社、X68000版） - 3曲提供
  - ノーライフキング（映画） - 劇中に登場するビデオゲームのBGMを作曲
- 1990年
  - スライス（M.N.M.ソフトウェア、X68000版）
  - ミスティ・ブルー（エニックス、PC-8801mkIISR版）

### 株式会社エインシャント設立以降の作品（1990年以降）
- 1990年
  - アクトレイザー（エニックス / クインテット / エインシャント、スーパーファミコン版）
- 1991年
  - ベア・ナックル（セガ / エインシャント、メガドライブ版）[5]
  - シャープ第一回X68000芸術祭のテーマ
  - スター・ウォーズ アタック・オン・ザ・デス・スター（M.N.M.ソフトウェア、X68000版） - 編曲のみ
  - ソニック・ザ・ヘッジホッグ（セガ / エインシャント、ゲームギア、マスターシステム（海外のみ発売）版）
  - The・GG・忍（セガ / エインシャント、ゲームギア版）
- 1992年
  - 高橋名人の大冒険島（ハドソン、スーパーファミコン版）
  - ベア・ナックル（セガ / エインシャント、ゲームギア、マスターシステム版）
  - The・GG・忍II（セガ / エインシャント、ゲームギア版）
  - バットマン リターンズ（セガ / エインシャント、ゲームギア/マスターシステム版） - 川島基宏と共作
  - アイ・オブ・ザ・ビホルダー（カプコン、エインシャント、PC-9801VM/UV版）
  - GAGE（M.N.M.ソフトウェア、エインシャント、PC-9801VM/UV版） - 川島基宏、依田彰子と共作
- 1993年
  - ベア・ナックルII 死闘への鎮魂歌（セガ / エインシャント、メガドライブ/ゲームギア/マスターシステム版）川島基宏と共作[5]
  - アイ・オブ・ザ・ビホルダー（ポニーキャニオン、エインシャント、メガCD版） - 川島基宏と共作
  - スラップ・ファイトMD（テンゲン / M.N.M.ソフトウェア、エインシャント、メガドライブ版）
  - アクトレイザー2（エニックス / クインテット / エインシャント、スーパーファミコン版） - 川島基宏と共作
- 1994年
  - ベア・ナックル3・鉄拳聖典（セガ / エインシャント、メガドライブ版） - 川島基宏と共作[5]
  - ストーリー オブ トア 〜光を継ぐ者〜（セガ / エインシャント、メガドライブ版）
- 1995年
  - みらくるカジノパラダイス（カロッツェリアジャパン / 市川ソフト開発、スーパーファミコン版） - サウンドプロデュース
  - 卍PSY幽記（プライムシステム開発 / 手塚プロ / エインシャント、PC-9801VM/UV版） - 川島基宏と共作
- 1996年
  - トア 〜精霊王紀伝〜（セガ / エインシャント、セガサターン版） - 川島基宏と共作
  - バトルバ（ビクター / エインシャント、セガサターン版） - 川島基宏と共作
  - ゾーク・ワン （翔泳社 / エインシャント、セガサターン版 / PlayStation版） - 川島基宏と共作
  - ジャンプバグ（マインドウェア / PC-9801版） - サウンド監修
- 1997年
  - LOVE GAME'S わいわいテニス（Tears、PlayStation版） - サウンドプロデュース
  - カルドセプト（大宮ソフト / エインシャント、セガサターン版）
- 1998年
  - フォックスジャンクション（TRIPS / エインシャント、PlayStation版） - 川島基宏、井内竜次と共作
- 1999年
  - アニメチックストーリーゲーム(1) カードキャプターさくら（アリカ、PlayStation版）
  - シェンムー・第一章・横須賀（セガ / エインシャント、ドリームキャスト版）
- 2001年
  - 激闘!カーバトラーGO!!（ビクター / エインシャント、ゲームボーイアドバンス版）
  - 湾岸ミッドナイト（ナムコ / エインシャント、アーケード版）
  - 湾岸ミッドナイト（元気 / エインシャント、PlayStation 2版）
- 2004年
  - 湾岸ミッドナイト MAXIMUM TUNE（ナムコ / エインシャント、アーケード版）
  - ドカポン・ザ・ワールド（アスミック・エース / エインシャント、PlayStation 2版）
  - カイジュウの島（セガ / エインシャント、ニンテンドーゲームキューブ版）
- 2005年
  - 湾岸ミッドナイト MAXIMUM TUNE 2（ナムコ / エインシャント、アーケード版）
  - NAMCO x CAPCOM （ナムコ / モノリスソフト / エインシャント、PlayStation 2版） - OP・ED
- 2006年
  - Dance Dance Revolution STRIKE（コナミ / エインシャント、PlayStation 2） - 1曲提供
  - うえきの法則・倒すぜロベルト十団!! （バンダイ / エインシャント、PlayStation 2）
  - 悪魔城ドラキュラ ギャラリー オブ ラビリンス （コナミデジタルエンタテインメント / エインシャント、ニンテンドーDS版）
- 2007年
  - 世界樹の迷宮（アトラス、ニンテンドーDS版）
  - Fuzion Frenzy2（ハドソン、Xbox 360版）
  - 少女魔法学リトルウィッチロマネスク〜アリアとカヤと黒の塔〜（サクセス、PlayStation 2版） - ボーカル曲
  - 湾岸ミッドナイト MAXIMUM TUNE 3（バンダイナムコゲームス、アーケード版）
  - ロストレグナム -魔窟の皇帝- （アーテイン / 娯匠、PlayStation Portable版）
- 2008年
  - 大乱闘スマッシュブラザーズX （任天堂、Wii版） - 一部編曲
  - 世界樹の迷宮II 諸王の聖杯（アトラス、ニンテンドーDS版）
  - 湾岸ミッドナイト MAXIMUM TUNE 3 DX（バンダイナムコゲームス、アーケード版）
  - オトメディウスG（コナミ、Xbox 360版） - 一部編曲
- 2009年
  - セブンスドラゴン（セガ、ニンテンドーDS版）
  - 邪聖剣ネクロマンサー2（ハドソン、iアプリ版）
  - 勇者30（マーベラスエンターテイメント、PlayStation Portable版）
  - ドラゴンボールオンライン（バンダイコリア/NTL、Windows PC）
- 2010年
  - 湾岸ミッドナイト MAXIMUM TUNE 3 DX PLUS（バンダイナムコゲームス、アーケード版）
  - 世界樹の迷宮III 星海の来訪者（アトラス、ニンテンドーDS版）
  - まもって騎士（エインシャント、Xbox 360版、インディーズゲーム）
  - 邪聖剣ネクロマンサー NIGHTMARE REBORN（ハドソン、ニンテンドーDSiウェア版）
  - クリミナルガールズ（日本一ソフトウェア、PlayStation Portable版） - 主題歌作曲
  - RPG脱出ゲーム（ハドソン/インテンス、ニンテンドーDSiウェア版） - オープニング曲のみ[10]
  - P.S.すりーさん2011〜開幕版〜（HOBiRECORD、ドラマCD） - 挿入歌『Hello 〜へいろー〜』作曲
- 2011年
  - オトメディウス エクセレント!（コナミ、Xbox 360版） - 一部編曲
  - セブンスドラゴン2020（セガ、PlayStation Portable版）
  - 湾岸ミッドナイト MAXIMUM TUNE 4（バンダイナムコゲームス、アーケード版）
- 2012年
  - 新・光神話 パルテナの鏡（任天堂、ニンテンドー3DS版） - 桜庭統、岩垂徳行他と共作
  - 世界樹の迷宮IV 伝承の巨神（アトラス、ニンテンドー3DS版）
  - 時と永遠〜トキトワ〜（バンダイナムコゲームス、PlayStation 3版）
  - レイトンブラザーズ・ミステリールーム（レベルファイブ、iOS版）[11]
  - スライダー★ガールズ（NTL、iOS版） - テーマ曲
- 2013年
  - maimai（セガ、アーケード版） - YA･DA･YO [Reborn]を担当
  - セブンスドラゴン2020-II（セガ、PlayStation Portable版）
  - 新・世界樹の迷宮 ミレニアムの少女（アトラス、ニンテンドー3DS版）
  - Momoiro☆Billionaire!〜ぱいろん meets 大富豪〜（エクストリーム、Windows版）
  - サウンドドラマ 神曲奏界ポリフォニカ エイフォニック・ソングバード（HOBiRECORD、ドラマCD）
  - TVアニメ 銀河機攻隊 マジェスティックプリンス - 第2期OPテーマ『PROMPT』作曲
  - ドラゴン★スピン（mobcast、ANDROID OS版） - メインBGM
  - ドリフトスピリッツ（バンダイナムコゲームス、iOS/Android OS版） - レースバトルBGM作曲
  - X'mas Collections II music from SQUARE ENIX（スクウェア・エニックス、サウンドトラックCD） - アレンジ1曲『少女リディア/X'mas Edit"FINAL FANTASY IVより"』
  - 細江慎治 WORKS VOL.3 ドラゴンセイバー（SweepRecord、サウンドトラックCD） - アレンジ1曲『地じん』提供
- 2014年
  - 湾岸ミッドナイト MAXIMUM TUNE 5（バンダイナムコゲームス、アーケード版）
  - ミリオンチェイン（サイバーエージェント、iOS・Android OS版） - 一部作曲『進撃の巨人コラボ・ボス戦BGM』
  - ペルソナQ シャドウ オブ ザ ラビリンス（アトラス、ニンテンドー3DS版） - 一部作曲
  - みんなでまもって騎士 姫のトキメキらぷそでぃ（エインシャント）
  - 大乱闘スマッシュブラザーズ for Nintendo 3DS / Wii U （任天堂、ニンテンドー3DS版/Wii U版） - 一部編曲
- 2015年
  - 世界樹と不思議のダンジョン（アトラス）
  - セブンスドラゴンIII code:VFD（セガゲームス）
  - CHUNITHM（セガ・インタラクティブ） - Grab your sword
  - 湾岸ミッドナイト MAXIMUM TUNE 5DX （バンダイナムコゲームス、アーケード版）
  - ALL ABOUT マイコンBASICマガジン オープニングムービー - 1991年「シャープ第一回X68000芸術祭のテーマ」のセルフアレンジ
- 2016年
  - クリスタル オブ リユニオン（gumi）
  - Heaven×Inferno（NTTドコモ）
  - 宇宙最大の地底最大の作戦（マインドウェア）
  - 世界樹の迷宮V 長き神話の果て（アトラス、ニンテンドー3DS版）
  - パズドラクロス（ガンホー・オンライン・エンターテイメント）
  - キラキラスターナイトDX（コロンバスサークル） - 1曲提供
- 2017年
  - 世界樹と不思議のダンジョン2（アトラス）
- 2018年
  - 世界樹の迷宮X（アトラス）
  - とある魔術の電脳戦機（セガゲームス）
  - 大乱闘スマッシュブラザーズ SPECIAL（任天堂） - 一部編曲
  - 湾岸ミッドナイト MAXIMUM TUNE 6（バンダイナムコアミューズメント）
- 2019年
  - アルカ・ラスト 終わる世界と歌姫の果実（フジゲームス） - バトルBGM
  - Monster Boy and the Cursed Kingdom（セガ）
  - メガドライブミニ（セガ） - ゲームセレクト画面BGM[12]
- 2020年
  - ベア・ナックルIV（DotEmu、PlayStation 4版 / Nintendo Switch版 / PC(Steam)版）- 5曲提供
  - TVアニメ ジビエート - 劇伴
- 2021年
  - アクトレイザー・ルネサンス（スクウェア・エニックス、PlayStation 4版 / Nintendo Switch版 / PC(Steam)版 / iOS版 / Android版）
  - 湾岸ミッドナイト MAXIMUM TUNE 6 RR (バンダイナムコゲームス、アーケード版）
- 2022年
- ソルクレスタ（プラチナゲームズ、PlayStation 4版 / Nintendo Switch版）
- 桜井政博のゲーム作るには(有限会社ソラによるYouTubeの動画配信、オープニング、エンディングのジングルのみ)(北米版も同じ)
- 2024年
  - 湾岸ミッドナイト MAXIMUM TUNE 6 RR PLUS(バンダイナムコゲームス、アーケード版）
- 2025年
- アーシオン（エインシャント、Steam版 / NPlayStation 5版 / Nintendo Switch版）

## その他
- ゲームキャラクターデザイナー・グラフィックデザイナーの古代彩乃は実妹であり、『イース』や『アクトレイザー』等の多くの作品で兄妹揃って作品製作に参加している。
- 楽曲の曲名には無頓着のようで、『世界樹の迷宮II』時のインタビューでは、「作曲の際の曲名は "BGM1" "BGM2" などにしている」「世界樹の迷宮の曲名はアトラスのスタッフが名付けた」「『イース』の曲名はよく覚えていない。曲名だけを言われてもどの曲なのか分からない」と語っている。イースの開発時は、ゲームがほぼ完成しサウンドモードを作成する段階になってから会議で曲名を決めていたと当時のスタッフが証言している[13]。
- 『ロマンシア』のサウンドトラックでは、「古城祐三」と作曲者名が誤植されているほか、『イースII』のオープニングでは「古代裕三」、『セブンスドラゴン』のスタッフロールではYoshiroと名前を誤記されている。
- 『仮面ライダーBLACK』放送当時、主演の倉田てつをに容姿が似ていたことから、しばしば冗談の種にされていた。イベント等で古代自身「仮面ライダーの撮影で忙しかった」というネタにしたこともある。
- 『PROJECT X ZONE 2:BRAVE NEW WORLD』に『ベア・ナックル』が参戦した際には、アクセルの声優に杉田智和を推薦した[14]。
- 本人は小学2年生の頃から久石譲に師事したと記憶しており、長らく公式プロフィールにも「8歳から」と表記していたが、2016年に自身の小学生の頃の日記を読み返して間違いだと判明した[3]。

## 逸話

### 『アクトレイザー』と『ファイナルファンタジーIV』の楽曲に纏わるエピソード
1991年当時、植松伸夫を始めとするスクウェア社の『ファイナルファンタジーIV』サウンド開発チームが、アクトレイザーの音色に強い衝撃を受けた事から、ソフト開発終盤にもかかわらず音源ドライバと音色の作り直しを行った、という形で長らく語られていた。ただし、のちに植松本人により、「曲自体を1から作り直した」とまで噂されているのは尾ひれの付いた大げさな表現であり、実際に行ったのはすべての音色のサンプリングをし直したことであると訂正された。その上で植松は「でもね、やっぱり当時は勝てなかったよ。『アクトレイザー』は当時のスーパーファミコンの中ではダントツで良かったね」と古代を称賛している。
しかし、さらに後年となる2016年11月29日に配信されたニコニコ生放送の番組では、「『アクトレイザー』の曲、久々に聴いたんですよ。音色、大したことないんですよ」「ボクは何にショックを受けたかというと、たぶん音色じゃなくて音楽にショックを受けたんですね。でも今から全曲書き直すわけにはいかないから、音色だけでも変えようと思って……正直に白状すると」と述べており、実際は音色ではなく、楽曲そのもののクオリティに衝撃を受けていたとする本心を打ち明けるに至っている。

### 『ゼルダの伝説』楽曲に纏わるエピソード
『大乱闘スマッシュブラザーズX』では、開発スタッフがゲームの仕様についての伝達をミスしたことに加え、古代自身が自宅で遊んでいた『大乱闘スマッシュブラザーズDX』の設定時間を5分にしていたことが重なり、編曲した「メインテーマ（ゼルダの伝説）」の完成品は5分というロングヴァージョンだった。しかし、『スマッシュブラザーズ』の基本ルールは1試合2分であり、ゲームのタイミングと容量の問題で没になった。このロングヴァージョンは現在ディレクターである桜井政博が原盤を所有している。2010年に行なわれたゲーム音楽のオーケストラコンサート『PRESS START 2010 -Symphony of Games-』で、この5分間ヴァージョンが演奏された。『X』の楽曲選考時に、この楽曲自体、多くの作曲家が畏れ多いとの理由で避けてしまった為、当初から狙っていた古代が即決定となった。